# Герман, Иван Моисеевич
Иван Моисеевич Герман (23 сентября 1915 — 4 июля 2000) — советский лётчик, гвардии подполковник. Герой Советского Союза (1943).

## Биография
Иван Герман родился в селе Малая Ворожба (ныне — Ворожба Лебединского района Сумской области Украины) в семье крестьянина 23 сентября 1915 года. Украинец. После окончания Кременчугского строительного техникума в 1936 году по путёвке комсомола направлен в Чугуевскую военно-авиационную школу пилотов, которую окончил в 1940 году. В действующей армии с июля 1941 года.
Исключительную отвагу и лётное мастерство проявил И. М. Герман во время уничтожения в воздухе и на аэродромах транспортной авиации 16-й немецкой армии, окружённой советскими войсками в районе Демьянска.
5 апреля 1942 года 3 штурмовика во главе с И. М. Германом вылетели на выполнение заданий по уничтожению на вражеском аэродроме транспортных самолётов. При подходе к цели лётчики заметили в воздухе 13 бомбардировщиков противника. Командир принял решение: сначала атаковать «Юнкерсы», а потом сделать всё возможное для выполнения поставленного задания. В результате короткого боя было сбито 5 бомбардировщиков. И. М. Герман лично уничтожил 2 машины. Не успели враги опомниться, как штурмовики уже атаковали аэродром. Ещё 4 самолёта противника сгорели после штурмового удара наших «Илов».
7 ноября 1942 года 5 штурмовиков под командованием И. М. Германа снова атаковала большую группу немецких самолётов на аэродроме. От меткого огня советских лётчиков фашисты потеряли более 10 машин. Один бомбардировщик отважный капитан сбил, когда тот пошёл на взлёт.
21 апреля 1943 года И. М. Герман был ведущим тройки «Илов». В районе Смычкино, недалеко от Старой Руссы, наши пилоты обнаружили на одной из дорог около 2-х батальонов немецкой пехоты. Атака была настолько неожиданной, что фашисты не успели укрыться. Меткими штурмовыми ударами лётчики уничтожили 4 автомашины, 2 артиллерийских орудия, много солдат и офицеров.
К июню 1943 совершил свыше 60 боевых вылетов, сбил 7 и сжёг на земле 22 вражеских самолёта, уничтожил более 20 танков и бронемашин, 70 автомашин с войсками и грузами, много другой боевой техники и живой силы противника.
Указом Президиума Верховного Совета СССР от 24 августа 1943 года за «образцовое выполнение заданий командования и проявленные при этом мужество и отвагу» гвардии капитан Герман Иван Моисеевич был удостоен высокого звания Героя Советского Союза с вручением ордена Ленина и медали «Золотая Звезда» за номером 604.
За годы войны И. М. Герман совершил 91 боевой вылет, провёл 27 воздушных боёв. Сбил в воздухе 7 и уничтожил на аэродромах 30 вражеских самолётов. На боевом счету Героя числится 20 танков и бронемашин, более 70 автомашин, много другой боевой техники, оружия и живой силы, уничтоженных во время штурмовки вражеских войск.
После окончания войны Герой продолжал службу в ВВС СССР. В 1948 году окончил Краснознамённую Военно—Воздушную академию. Затем служил в авиационных частях. С 1956 года гвардии подполковник И. М. Герман — в запасе. Жил и работал в областном центре Украины — городе Сумы. Скончался 4 июля 2000 года. Похоронен в Сумах на Центральном кладбище.
Был награждён 2 орденами Ленина, 3 орденами Красного Знамени, орденами Отечественной войны 1 степени, Красной Звезды, медалями. В городе Сумы, в начале улицы имени Героев Сталинграда, создана аллея Славы, где представлены портреты 39 Героев Советского Союза, чья судьба связана с городом Сумы и Сумским районом, среди которых и портрет Героя Советского Союза И. М. Германа.